# Hebbalu, Belur
Hebbalu là một làng thuộc tehsil Belur, huyện Hassan, bang Karnataka, Ấn Độ.